# Jeroen Houben
 (janvier 2019).
Si vous disposez d'ouvrages ou d'articles de référence ou si vous connaissez des sites web de qualité traitant du thème abordé ici, merci de compléter l'article en donnant les références utiles à sa vérifiabilité et en les liant à la section « Notes et références ».
Jeroen Houben, né le 17 février 1987 aux Pays-Bas,, est un réalisateur et scénariste néerlandais.

## Filmographie
- 2015 : Gips[3]
- 2015 : Home Suite Home (nl)[4]
- 2018 : De matchmaker[5]